# Флаг Горловки
Флаг Горловки (укр. Прапор Горлівки) — официальный флаг города Горловка Донецкой области Украины. Используется органами городского самоуправления. Утверждён решением XXIII/10-28 сессии городского совета от 27 августа 1999.

## Описание
Флаг представляет собой прямоугольное полотнище с соотношением длины к ширине как 2:1. Флаг разделяется диагонально из левого верхнего угла к правому нижнему: правая верхняя часть зелёного цвета (в верхнем правом углу расположена горлица), левая нижняя часть разделяется также диагонально на левый нижний угол синего цвета и оставшуюся часть красного цвета. Линия разделения проходит по серединам длины и ширины флага.